# Phyllaplysia plana
Phyllaplysia plana is een slakkensoort uit de familie van de Aplysiidae. De wetenschappelijke naam van de soort is voor het eerst geldig gepubliceerd in 1944 door Eales.